# MÁV M251.0
A ČSD M 251.0 sorozat egy négytengelyes, kétmotoros  benzolmotoros motorkocsi volt a  Csehszlovák Államvasutaknál (ČSD). Ezek voltak az első kétmotoros mechanikus sebességváltós motorkocsik a ČSD-nél.

## Története
1929-ben a ČSD  2 további két hajtómotorral felszerelt motorkocsit rendelt a Tatra tól Kopřivniceből.  A járműveket  a ČSD M 250.1 sorozatba osztották be. Szerkezetileg a ČSD M 220.3 sorozathoz hasonlítottak .  A  mechanikus sebességváltó  Winterhurtól, a meghajtórendszert  a  Tatrától  származott. Csupán az áttétel változott.
Az  M 251,0   sorozat számos üzemeltetési tapasztalata megegyezett 220,3 M. Mindkét jármű üzemelt még 1938 -banis, miután Kassára állomásították át őket. Ezt úgy kell értékelni, hogy üzemelésük igazolt. 1939-ben átadták őket a MÁVnak. A járművek további üzemelése  1941-től  mint Székely-motorvonat ismert
A kétmotoros Tatra motorkocsik pályafutását az alábbiak szerint lehet összefoglalni. Ebben a 3 éves időtartamban kis számban 6 különböző tipsban, típusonként legfeljebb 3 azonos jármű épült.  A motor teljesítménye csakúgy, mint egy egymotoros járműveké  (M 220,1) viszonylag alacsony volt, így ez nem jelentett üzemeltetési előnyöket. Az "'M 251,0' 'és' 'M 251,1' sebessége sem volt magasabb, mint a helyi vasúti motorkocsiké.  Ez a korai idők megfelelő teljesítményű  belsőégésű motorok hiányára vezethető vissza..
Ahogy aztán 1938 körül megfelelő teljesítményű motorok állnak rendelkezésre, lehetőség lett volna az ilyen típusú könnyebb járművekhez, mint a ČSD M 274,0 sorozat (Kék Nyíl) a M 260.0)el megegyező teljesítményűt beszerezni, de a politikai helyzet miatt nem voltak további motorkocsi  beszerzések.

## Technikai jellemzők
A járművet két db hathengeres négyütemű Tatra benzinmotor hajtotta.  A motorok ugyanazok voltak, mint a M 220,3 sorozaté. A mechanikus erőátvitel sebességváltója szintén egyező,  Winterthur  típus volt. A sebességváltó négysebességes volt és csak egy bemenet és egy kimenet tengelye volt.
Ez a sebességváltó  a  ČSD M 220,3 sorozat nál már részletesen ismertetve lett, így itt el lehet tekinteni ettől. Csak a meghajtó tengelyek áttétele került módosításra.
A kocsiszekrény viszont egy kissé módosították a M 221.2 képest.  A különbség az volt, hogy kialakítottak egy poggyászteret, és így kevesebb hely maradt az utasok számára. Az ülésfelosztás 2 + 2 volt.

## Fordítás
Ez a szócikk részben vagy egészben  a(z)   ČSD-Baureihe M 251.0 című német Wikipédia-szócikk fordításán alapul.  Az eredeti cikk szerkesztőit annak laptörténete sorolja fel. Ez a jelzés csupán a megfogalmazás eredetét és a szerzői jogokat jelzi, nem szolgál a cikkben szereplő információk forrásmegjelöléseként.